# The Haxan Cloak
The Haxan Cloak, nom de scène de Bobby Krlic, né le 20 décembre 1985, est un compositeur, producteur de musique et musicien britannique.
The Haxan Cloak a sorti deux albums complets, The Haxan Cloak en 2011 et Excavation (en) en 2013. En tant que producteur, Bobby Krlic a travaillé avec des artistes tels que Björk, Father John Misty, Khalid, Troye Sivan, Goldfrapp, serpentwithfeet et The Body (en). Il a également composé plusieurs bandes-sons, créditées sous son vrai nom, dont le film d'horreur de 2019 réalisé par Ari Aster, Midsommar, et les séries télévisées Snowpiercer, L'Aliéniste (Angel of Darkness) et Reprisal.

## Biographie

### Enfance
Bobby Krlic, d'origine serbe, naît et grandit à Wakefield, dans le West Yorkshire, en Angleterre. Il étudie la musique et les arts visuels à l'université de Brighton.

### Vie privée
Bobby Krlic déménage de Londres pour Los Angeles en 2015. Depuis 2016, il réside dans la région de Silver Lake.

## Carrière
La première sortie de Bobby Krlic sous le nom de The Haxan Cloak est l'EP Observatory, atterrissant sous forme de cassette via Aurora Borealis à Halloween 2010. Un an plus tard, Krlic enregistre son premier album, The Haxan Cloak, dans la cabane de ses parents en utilisant des cordes, des micros et un ordinateur portable, jouant lui-même de tous les instruments. Le deuxième LP, Excavation (en), sort en 2013 et a une sensation plus électronique, utilisant des échantillons et des basses lourdes, ainsi que des enregistrements de terrain déformés réalisés par Bobby Krlic,,.
En 2012, The Haxan Cloak a sorti une édition limitée, une piste, un enregistrement live de 27 minutes, The Men Parted the Sea to Devour the Water, dans le cadre de la série Latitudes de Southern Records.
Bobby Krlic publie également des remixes de chansons d'autres artistes sous The Haxan Cloak, notamment Father John Misty, Foals et Björk.
En 2014, Bobby Krlic s'associe au groupe américain de sludge metal The Body (en) pour produire leur album I Shall Die Here (2014). La même année, il produit Victim du groupe de noise rock Health.
Bobby Krlic collabore également avec Björk en tant que coproducteur sur son album Vulnicura, sorti en janvier 2015,. Depuis lors, il a produit l'EP Blisters de serpentwithfeet, l'album Silver Eye de Goldfrapp en 2017, Heaven (album Free Spirit) de Khalid en 2019 et le single Animal de Troye Sivan en 2018. Il a également produit la reprise de Fallin' Rain de Father John Misty et a coproduit ses singles de 2020 To S. / To R.

### Travail de notation
Bobby Krlic est invité par le compositeur oscarisé Atticus Ross à travailler avec lui sur le film Hacker de Michael Mann sorti en 2015. En 2016, Bobby Krlic poursuit son travail avec Ross, co-scoring Triple 9, réalisé par John Hillcoat, et la bande originale de Almost Holy, un documentaire réalisé par Steve Hoover.
En 2019, Bobby Krlic marque le deuxième long métrage d'horreur d'Ari Aster, Midsommar,, pour lequel Bobby Krlic remporte la meilleure musique originale aux Ivor Novello Awards 2020.
À la télévision, Bobby Krlic marque nombre d'émissions de chaînes majeures, notamment Snowpiercer et L'Aliéniste (Angel of Darkness) de TNT, Hulu's Reprisal et Seven Seconds de Netflix.
En 2020, il collabore avec Swans sur un Halloween Pass de Red Dead Redemption 2 de Rockstar Games,.

### Tournée
En 2014, The Haxan Cloak fait une tournée aux États-Unis en visitant Washington DC, New York, Chicago et Los Angeles. Il se produit au Temple maçonnique de Brooklyn avec Robert Henke et son spectacle de musique et de lumière, Lumière et à Los Angeles avec Pharmakon. Le New York Times a qualifié l'ensemble de The Haxan Cloak de « amorphe, inquiétant et immersif, une plongée transcendante dans l'obscurité et une pression écrasante ».
The Haxan Cloak présente une exposition solo au Festival international de Manchester en 2017. Bobby Krlic rejoint également Björk lors de sa tournée Vulnicura aux États-Unis (y compris au Governors Ball (en) à New York) et en Europe.

## Style musical
La musique de Krlic est presque entièrement instrumentale et est souvent décrite comme sombre, soigneusement construite, texturée et atmosphérique, avec des basses lourdes et des éléments de Drone doom,. De ses albums, Krlic a déclaré : « Le premier disque parlait du déclin d'une personne vers la mort, donc celui-ci parle du voyage qu'il entreprend ensuite ». Le nom Haxan Cloak dérive du suédois "häxan", qui signifie "sorcière".
Excavation (en) est noté 9 sur 10 par Spin, et 8,7 sur 10 par Pitchfork, qui l'a également nommé 29e meilleur album de 2013. Rolling Stone l'a nommé 16e meilleur album de dance de 2013.
Midsommar a reçu de nombreux éloges de la critique, notamment un 9/10 de The Line of Best Fit, classé 2 dans le Top 20 des meilleures bandes sonores de films et de télévision de la décennie d'Insider,, et le critique Glenn Kenny du New York Times déclarant que « La remarquable partition musicale de Bobby Krlic alias The Haxan Cloak est également un contributeur majeur au sentiment étrange que crée le film. Meilleur truc ».

## Distinctions

### Nominations
- 2019 : Association internationale des critiques de musique de film : Compositeur révolutionnaire de l'année pour Midsommar[49]

### Récompenses
- 2020 : Ivor Novello Awards : Meilleure bande originale pour Midsommar[35]
- 2022 : DICE Awards : Réalisation exceptionnelle en composition musicale originale pour Returnal[50]
- 2022 : BAFTA Games Awards : Meilleure musique pour Returnal[51]

## Discographie

### Albums
| Année | Titre                                                                                                |
| ----- | --- |
| 2011  | The Haxan Cloak * Released: 6 June 2011 - Label: Aurora Borealis - Formats: CD, LP, digital download |
| 2013  | Excavation (en) * Released: 16 April 2013 - Label: Tri Angle - Formats: CD, LP, digital download     |

### Extended plays
| Année | Titre |
| ----- | --- |
| 2009  | The Haxan Cloak * Released: 24 June 2009 - Label: (self-released) - Formats: CD-R - Limited edition                                          |
| 2011  | Observatory * Released: 11 July 2011 - Label: Aurora Borealis - Formats: Cassette, CD, LP, digital download                                  |
| 2012  | The Men Parted the Sea to Devour the Water * Released: 31 July 2012 - Label: Latitudes - Formats: CD, LP, digital download - Limited edition |

### Bandes originales de films
| Année | Film           | Artiste                                   | Détails                                                             |
| ----- | -------------- | ----------------------------------------- | ------------------------------------------------------------------- |
| 2015  | Hacker         | Atticus Ross                              | Programmeur                                                         |
| 2016  | Triple 9       | Atticus Ross, Léopold Ross, Claudia Sarne | Compositeur, ingénieur, mixeur, interprète, producteur, programmeur |
| 2016  | Almost Holy    | Atticus Ross, Léopold Ross, Bobby Krlic   | Interprète, compositeur                                             |
| 2019  | Midsommar      | Bobby Krlic                               | Compositeur                                                         |
| 2023  | Beau Is Afraid | Bobby Krlic                               | Compositeur                                                         |
| 2023  | Blue Beetle    | Bobby Krlic                               | Compositeur                                                         |
| 2025  | Him            | Bobby Krlic                               | Compositeur                                                         |

### TV & video game soundtracks
| Année | Projet                | Artiste     | Détails                 |
| ----- | --------------------- | ----------- | ----------------------- |
| 2016  | Shooter               | Bobby Krlic | Compositeur             |
| 2018  | Seven Seconds         | Bobby Krlic | Compositeur, producteur |
| 2019  | L'Aliéniste           | Bobby Krlic | Compositeur, producteur |
| 2019  | Red Dead Redemption 2 | Bobby Krlic | Compositeur, producteur |
| 2019  | Reprisal              | Bobby Krlic | Compositeur, producteur |
| 2021  | Snowpiercer           | Bobby Krlic | Compositeur, producteur |
| 2021  | Returnal              | Bobby Krlic | Compositeur             |
| 2023  | Acharnés              | Bobby Krlic | Compositeur             |